# Paul Grammont

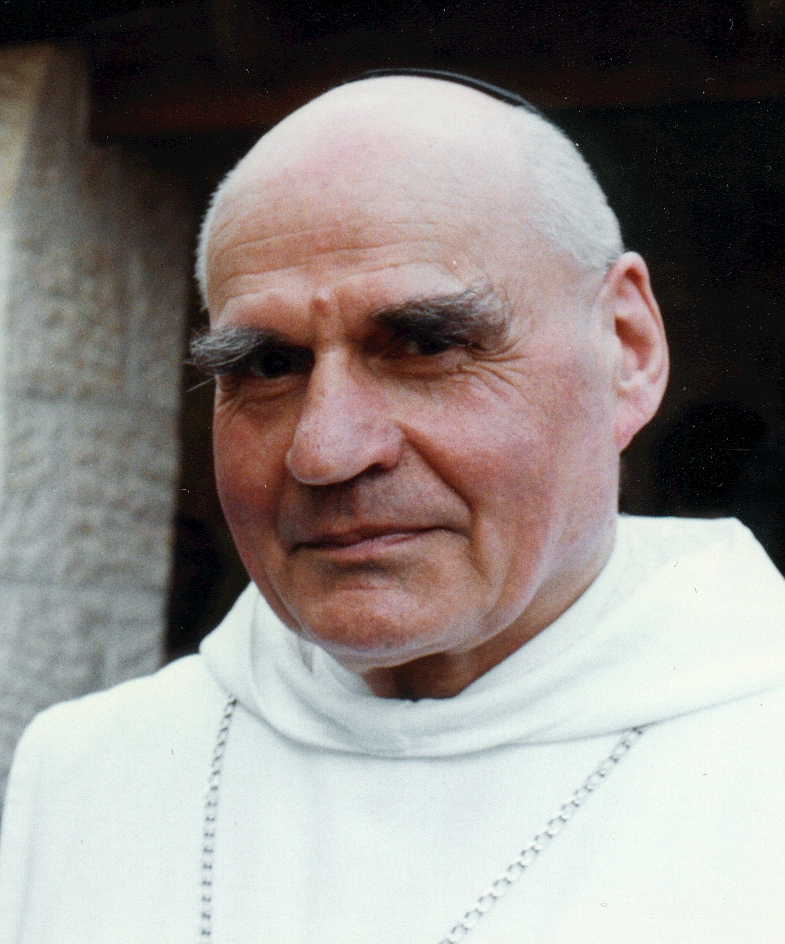
Paul Grammont, 1980

Paul Grammont (* 20. Februar 1911 in Troyes; † 30. Juli 1989 in Le Bec-Hellouin) war ein französischer Benediktiner, Olivetaner und Abt.

## Leben und Werk

### Der Olivetaner
André Grammont lernte in der Kathedrale von Troyes einen Kaplan kennen, der zu dem von Emmanuel André gegründeten und 1903 durch die  Dritte Republik zerstreuten Olivetaner-Konvent des Klosters Mesnil Saint-Loup gehörte. 1927 trat er in die von Bernard Maréchaux wiedereröffnete Abtei ein, nahm den Ordensnamen Paul an und legte 1929 die Profess ab. 1932 trat er in Kontakt mit dem Oblatinnenkloster Sainte-Françoise-Romaine, das Élisabeth de Wavrechin (1885–1975) 1924 zusammen mit Bernard Maréchaux in Cormeilles-en-Parisis gegründet hatte und wurde von der Gründerin (wie auch von Lambert Beauduin und Louis Bouyer) nachhaltig geprägt.

### Rom, Krieg und Cormeilles-en-Parisis
Nach dem Theologiestudium in Rom am Päpstlichen Athenaeum Sant’Anselmo, wo die wichtigsten Impulse von Anselm Stolz (1900–1942) ausgingen, wurde er 1936 zum Priester geweiht und 1939 zum Prior gewählt. 1940 nahm er freiwillig an der Schlacht um Narvik teil, dann widmete er sich dem Studienhaus des Klosters in Cormeilles-en-Parisis.

### Abt von Le Bec
1948 bot der Staat dem Konvent die Wiederbesiedelung der Abtei Le Bec in der Normandie an. Die Mönche verließen Mesnil-Saint-Loup für Bec-Hellouin und wählten dort Grammont zum Abt. Auch die Schwestern unter Elisabeth de Wavrechin verließen 1949 Cormeilles-en-Parisis und siedelten sich in zwei Kilometer Entfernung vom Männerkloster an. Grammont leitete sein Kloster 38 Jahre lang (bis 1986). 1969 konnte eine neue Klosterkirche eingeweiht werden.

### Ökumene und Klostergründungen
Über die Figur des Anselm von Canterbury knüpfte Grammont intensive ökumenische Kontakte zur Anglikanischen Kirche. Eingedenk der jüdischen Wurzeln des Christentums  sandte er 1976 Mitbrüder unter Jean-Baptiste Gourion zur Gründung des Klosters Abbaye Sainte Marie de la Résurrection (Maria Auferstehung) nach Abu Gosch in Israel. Ebenfalls 1976 ließ er das Kloster Mesnil-Saint-Loup wiederbesiedeln, das bis heute eine kleine Gemeinschaft beherbergt. 1983 gründete er in Nordirland ein Untergrundkloster, das 1987 aufgelöst werden musste, ein Versuch, der 1998 wiederholt wurde und 2004 zum neuen Kloster Holy Cross (Heiligkreuz) in Rostrevor (County Down) führte.

## Werke
- Le Feu qui nous habite. Le Livre ouvert, Mesnil-Saint-Loup 1988, 1999.
- Présence à Dieu, présence aux hommes. Un moine à l’école de saint Benoît. Cerf, Paris 1991, 2010.